# Pissiga (Korsimoro)
Pour les articles homonymes, voir Pissiga.
Pissiga est une localité située dans le département de Korsimoro de la province du Sanmatenga dans la région Centre-Nord au Burkina Faso.

## Géographie
Pissiga est administrativement rattaché à Sabouri-Natenga.

## Éducation et santé
Pissiga accueille un centre de santé et de promotion sociale (CSPS) tandis que le centre hospitalier régional (CHR) se trouve à Kaya.
Le village possède une école primaire publique tandis que le collège d'enseignement général (CEG) se trouve à Sabouri-Natenga.